# Malcolm Reed
Malcolm Reed è un personaggio immaginario dell'universo fantascientifico di Star Trek. È stato interpretato da Dominic Keating nella serie televisiva Star Trek: Enterprise. Reed è il capo della sicurezza dell'Enterprise NX-01, capitanata da Jonathan Archer.
Malcolm Reed avrebbe dovuto essere il primo personaggio protagonista di una serie di Star Trek esplicitamente gay, ma in seguito è stato deciso di presentarlo come un eterosessuale timido e introverso.

## Storia del personaggio
Reed è di origine britannica. È figlio di Stuart & Mary Reed e ha una sorella, Madeline Reed. Il prozio era un ufficiale della marina militare britannica e lavorava come capo ingegnere a bordo del sottomarino HMS Clement. Quando il sottomarino rimase incastrato nel ghiaccio, il suo prozio si sacrificò per permettere al resto dell'equipaggio di sopravvivere. Reed ha un profondo ricordo del prozio (in inglese great uncle) e un forte senso del dovere derivato dalla sua eroica azione. Reed condivide con il prozio anche la paura per l'acqua ed è uno dei pochi uomini della sua famiglia a non aver scelto la marina militare, il che ha generato degli attriti con suo padre.
Reed è allergico agli acari della polvere, al polline di quercia, alle erbe tropicali e a molti enzimi delle piante compresa la bromelina, che si trova nell'ananas.Il suo profondo senso del dovere lo spinge a compiere azioni autodistruttive pur di salvare l'equipaggio da una possibile minaccia. Occasionalmente rammenta vecchi amori e ripensa alle alternative che ha abbandonato.
In una linea temporale alternativa, dopo uno scontro con gli Xindi, essendo l'Enterprise danneggiata ed essendogli impossibile trovare una compagna per poter perpetuare la famiglia, Reed decide di suicidarsi.

## Sviluppo
Dominic Keating ha svelato che il personaggio Malcolm Reed avrebbe dovuto essere il primo personaggio del franchise di Star Trek esplicitamente omosessuale, tuttavia in seguito è stato deciso di presentarlo come eterosessuale, come uno sciupafemmine con un passato burrascoso in cui annovera 24 fidanzate, ma che al contempo si presenta inspiegabilmente timido con le donne. Ciononostante Keating lo ha ugualmente interpretato come se il personaggio fosse gay, presentandolo chiuso e sempre sulle sue, come se dovesse nascondere qualcosa all'equipaggio dell'Enterprise. Questo sottotesto gay sembra venire maggiormente sottolineato dal nervosismo che intercorre tra Reed e il maggiore Hayes, ufficiale a capo delle forze di sicurezza MACO. Tra i due si sviluppa un rapporto teso che li porta a una lite, la cui tensione sembra andare ben oltre la normale rissa tra i due ufficiali, sottintendendo che tra i due possa esserci un'attrazione omosessuale. Quando Hayes muore, il primo a correre al suo capezzale è Reed e in quel momento vi è una riappacificazione tra i due che sembra voler sfociare in una sottintesa dichiarazione reciproca, che però non avviene.
A questa iniziale intenzione sembra volersi alludere nell'ultimo episodio della serie Federazione prossima frontiera, nella scena in cui William Riker si cala nei panni dello chef dell'Enterprise in una simulazione sul ponte ologrammi. Quando sta parlando a Reed la telecamera si sposta su Riker che chiede: "Sei mai stato attratto da lui?", il che fa brevemente pensare che la domanda sia stata posta a Reed, ma poi la telecamera si sposta di nuovo e l'interlocutore che appare sullo schermo è invece Hoshi Sato.

## Interpreti

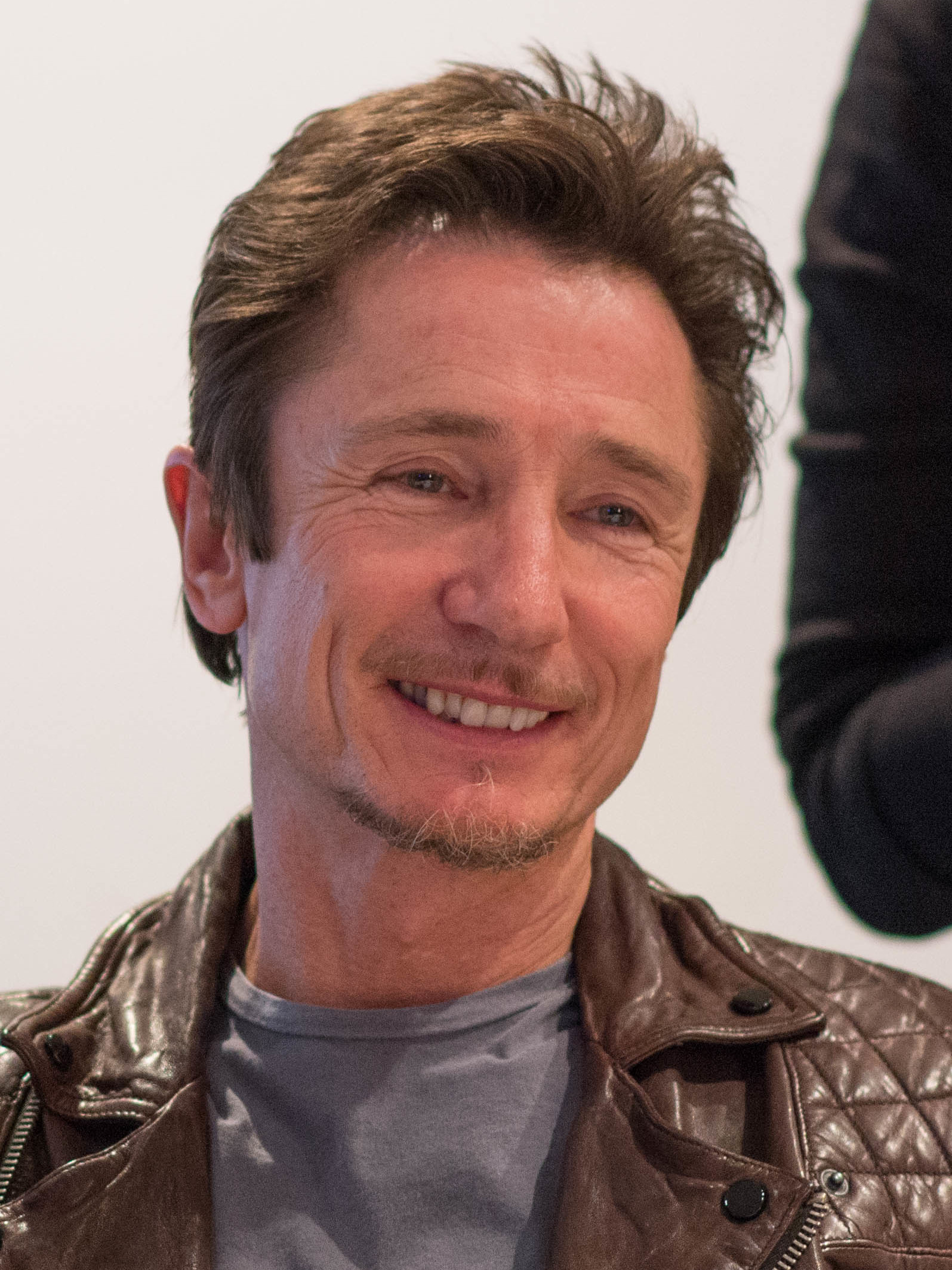
Dominic Keating, interprete di Malcolm Reed

Malcolm Reed viene interpretato dall'attore britannico Dominic Keating, che appare in 94 dei 98 episodi della serie Star Trek: Enterprise.
Nell'edizione in lingua italiana di Star Trek: Enterprise, il personaggio di Malcolm Reed viene doppiato da Gianni Bersanetti.

## Filmografia
- Star Trek: Enterprise - serie TV, 94 episodi (2001-2005)

## Pubblicazioni (parziale)

### Romanzi
- (EN) Keith R.A. DeCandido, The Brave and the Bold, collana Star Trek: The Brave and the Bold, vol. 1, New York, Pocket Books, 2002, ISBN 0743419227.